# Otto Forster

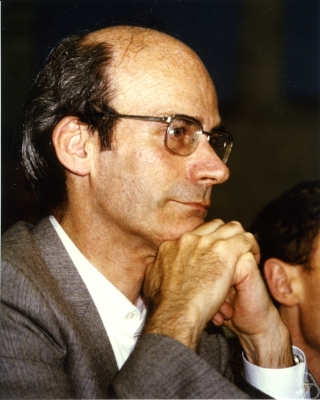
Otto Forster im Mathematischen Forschungsinstitut Oberwolfach 1987

Otto Forster (* 8. Juli 1937 in München) ist ein deutscher Mathematiker.

## Leben
Forster studierte an der Ludwig-Maximilians-Universität München mit dem Diplom 1960 und er wurde 1961 bei Karl Stein in München mit der Arbeit Banachalgebren stetiger Funktionen auf kompakten Räumen promoviert. 1965 habilitierte er sich ebenfalls in München. Nach einem Aufenthalt 1966/67 am Institute for Advanced Study in Princeton und Lehrstuhlvertretung an der Universität Göttingen (1967/68) wurde er 1968 ordentlicher Professor an der Universität Regensburg. 1968/69 war er Gastprofessor an der Universität Genf. 1975 wechselte er an die Westfälische Wilhelms-Universität in Münster. Seit 1982 ist er Professor am mathematischen Institut der Ludwig-Maximilians-Universität München. Auch nach seiner Emeritierung im Sommer 2005 bietet er noch regelmäßig Vorlesungen für fortgeschrittene Studenten an.
1984 wurde Otto Forster Mitglied der Bayerischen Akademie der Wissenschaften. 1970 war er Invited Speaker auf dem Internationalen Mathematikerkongress in Nizza (Topologische Methoden in der Theorie steinscher Räume).

## Wirken
Forsters Hauptarbeitsgebiet ist die komplexe Analysis, darüber hinaus befasst er sich mit Fragen der algebraischen Geometrie und der analytischen wie auch der algorithmischen Zahlentheorie. Auf letztere zielt auch sein Programm ARIBAS – ein Interpreter mit einer Pascal-ähnlichen Syntax, der  eine leistungsfähige Langzahlarithmetik und diverse, hierauf aufbauende Bibliotheksfunktionen anbietet. Dieses unter der GNU General Public License verfügbare Programm dient auch als Grundlage für die in Forsters Buch Algorithmische Zahlentheorie besprochenen Algorithmen.
Einem breiteren Publikum wurde er durch seine Lehrbuchreihe zur Analysis bekannt. Der Satz von Forster-Swan stammt in seiner ursprünglichen Form von ihm.

## Schriften (Auswahl)
- Mit Florian Lindemann: Analysis 1. Differential- und Integralrechnung einer Veränderlichen (= Grundkurs Mathematik). 13. Auflage. Springer Spektrum, Wiesbaden 2023, ISBN 978-3-658-40129-0, doi:10.1007/978-3-658-40130-6.
- Analysis 2. Differentialrechnung im Rn. Gewöhnliche Differentialgleichungen. 11. Auflage. Springer, 2017, ISBN 978-3-658-19411-6.
- Analysis 3. Maß- und Integrationstheorie, Integralsätze im Rn und Anwendungen. 8. Auflage. Springer, 2017, ISBN 978-3-658-16746-2.
- Algorithmische Zahlentheorie, 2. Auflage. Springer, 2015, ISBN 978-3-658-06539-3.
- Riemannsche Flächen. Springer, 1977; englisch Lectures on Riemann surfaces. Graduate Texts in Mathematics. Springer, 1991, ISBN 3-540-90617-7.